# Sport Réunis de Delémont 2011-2012
Questa voce raccoglie le informazioni riguardanti il Sport Réunis de Delémont nelle competizioni ufficiali della stagione 2011-2012.

## Stagione
Nella stagione 2011-2012 il Delemont, allenato da Philippe Rossinelli, Vittorio Bevilacqua, Patrick Mathez e John Dragani, concluse il campionato di Challenge League al 14º posto e fu retrocesso in Prima Lega Promotion. In Coppa Svizzera il Delemont fu eliminato al primo turno dal Malley.

## Rosa
| N. |                     | Ruolo | Calciatore        |
| -- | ------------------- | ----- | ----------------- |
| 1  | Svizzera (bandiera) | P     | Beat Weber        |
| 2  | Svizzera (bandiera) | A     | Dylan Choulat     |
| 3  | Svizzera (bandiera) | D     | Kevin Steinmann   |
| 4  | Francia (bandiera)  | D     | Anthony Sirufo    |
| 5  | Svizzera (bandiera) | D     | Baptiste Buntschu |
| 6  | Ciad (bandiera)     | D     | Jules Hamidou     |
| 7  | Brasile (bandiera)  | C     | Macio Barbosa     |
| 8  | Francia (bandiera)  | D     | Jimmy Kollar      |
| 9  | Svizzera (bandiera) | A     | Michaël Rodriguez |
| 11 | Svizzera (bandiera) | D     | Tom Villemin      |
| 12 | Svizzera (bandiera) | C     | Aurélien Chappuis |
| 14 | Svizzera (bandiera) | A     | Garry Germann     |
| 15 | Svizzera (bandiera) | C     | Josip Budimir     |

| N. |                     | Ruolo | Calciatore         |
| -- | ------------------- | ----- | ------------------ |
| 16 | Svizzera (bandiera) | C     | Bastien Hulmann    |
| 18 | Svizzera (bandiera) | P     | Marc Ummel         |
| 19 | Svizzera (bandiera) | C     | Cédric Hulmann     |
| 20 | Francia (bandiera)  | C     | Johnny Szlykowicz  |
| 21 | Kosovo (bandiera)   | D     | Muharrem Xhaqku    |
| 22 | Francia (bandiera)  | A     | Florian Hengel     |
| 24 | Svizzera (bandiera) | D     | Gaëtan Frund       |
| 26 | Francia (bandiera)  | C     | Sid-Ahmed Bouziane |
| 27 | Svizzera (bandiera) | C     | Thibaut De Coulon  |
| 28 | Svizzera (bandiera) | C     | Anthony Crétin     |
| 31 | Italia (bandiera)   | P     | Luca Ferro         |
|    | Svizzera (bandiera) | D     | Patrick Ochs       |

## Organigramma societario
Area tecnica
- Allenatore: John Dragani
- Allenatore in seconda: Olivier Baudry, Giovanni Vavassori
- Preparatore dei portieri:
- Preparatori atletici:

## Calciomercato

### Sessione estiva
| Acquisti | Acquisti        | Acquisti      | Acquisti |
| R.       | Nome            | da            | Modalità |
| -------- | --------------- | ------------- | -------- |
| A        | Stéphane Doua   | Friburgo      |          |
| A        | Kevin Eigenmann | Laufen        |          |
| D        | Gaëtan Frund    | Laufen        |          |
| A        | Florian Hengel  | Young Boys II |          |
| P        | Marc Ummel      | Moutier       |          |

| Cessioni | Cessioni | Cessioni | Cessioni |
| R.       | Nome     | a        | Modalità |
| -------- | -------- | -------- | -------- |

### Sessione invernale
| Acquisti | Acquisti          | Acquisti        | Acquisti |
| R.       | Nome              | da              | Modalità |
| -------- | ----------------- | --------------- | -------- |
| D        | Baptiste Buntschu | Stade Nyonnais  |          |
| C        | Thibaut De Coulon | Neuchâtel Xamax |          |
| P        | Luca Ferro        | Yverdon         |          |

| Cessioni | Cessioni      | Cessioni | Cessioni |
| R.       | Nome          | a        | Modalità |
| -------- | ------------- | -------- | -------- |
| C        | Sofian Allali | Le Mont  |          |

## Risultati

### Challenge League

#### andata
| Arbitro: | Jaccottet |

|             |           |                    |
| Lambert 45’ | Marcatori | 7’, 26’ Szlykowicz |

| Arbitro: | San |

|  |           |                           |
|  | Marcatori | 46’ Lehmann 53’ Muntwiler |

| Arbitro: | Amhof |

|                                |           |            |
| Doudin 5’, 42’, 83’ Mathys 28’ | Marcatori | 22’ Baudry |

| Arbitro: | Huwiler |

|                        |           |             |
| Allali 60’ Germann 83’ | Marcatori | 42’ Hassell |

| Arbitro: | Bieri |

|                               |           |          |
| Bašić 2’ Senger 53’ Sarni 56’ | Marcatori | 69’ Doua |

| Arbitro: | Bieri |

|                        |           |                          |
| Germann 48’ Sirufo 90’ | Marcatori | 8’ (rig.) Gashi 45’ Dabo |

| Arbitro: | Jancevski |

|                                  |           |  |
| Merenda 69’ Hasler 87’ Bader 89’ | Marcatori |  |

| Delémont 25 settembre 2011, ore 15:30 CEST 8ª giornata | Delémont | 0 – 0 referto | Chiasso | Stadio La Blancherie (1 115 spett.)\| Arbitro: \| Amhof \| |
| Arbitro:                                               | Amhof    |               |         |                                                            |

| Arbitro: | Klossner |

|             |           |             |
| Martins 16’ | Marcatori | 45’ Hulmann |

| Arbitro: | Pache |

|  |           |            |
|  | Marcatori | 88’ Hyseni |

| Arbitro: | Gut |

|                |           |  |
| Tadić 12’, 87’ | Marcatori |  |

| Arbitro: | Erlachner |

|                                     |           |  |
| Allali 4’, 54’ Doua 60’ Barbosa 83’ | Marcatori |  |

| Winterthur 20 novembre 2011, ore 14:30 CET 13ª giornata | Winterthur | 0 – 0 referto | Delémont | Stadion Schützenwiese (1 600 spett.)\| Arbitro: \| Hänni \| |
| Arbitro:                                                | Hänni      |               |          |                                                             |

| Arbitro: | Schärer |

|                                |           |  |
| Chappuis 44’ Bouziane 51’, 84’ | Marcatori |  |

| Arbitro: | Pache |

|                |           |  |
| De La Loma 86’ | Marcatori |  |

#### ritorno
| Arbitro: | Huwiler |

|                                                                       |           |  |
| Sutter 8’ Etoundi 33’ Scarione 48’ Abegglen 53’ Nushi 65’ Valente 90’ | Marcatori |  |

| Arbitro: | San |

|  |           |             |
|  | Marcatori | 9’ Sereinig |

| Arbitro: | Carrell |

|             |           |                  |
| Barbosa 30’ | Marcatori | 17’, 48’ Morello |

| Arbitro: | Bieri |

|                                                |           |  |
| Gherardi 12’ Gaćeša 66’ Markaj 79’ Perrier 85’ | Marcatori |  |

| Arbitro: | Gut |

|                             |           |                         |
| Rodriguez 1’ Szlykowicz 50’ | Marcatori | 7’ Besseyre 61’ Carrupt |

| Arbitro: | Fähndrich |

|                          |           |  |
| Hyseni 56’ Boughanem 90’ | Marcatori |  |

| Arbitro: | Erlachner |

|  |           |            |
|  | Marcatori | 58’ Senger |

| Arbitro: | Huwiler |

|             |           |           |
| Hulmann 70’ | Marcatori | 74’ Saliu |

| Arbitro: | Jancevski |

|                                                      |           |               |
| Čavušević 6’, 17’, 78’ Ngamukol 30’, 76’ Jahović 86’ | Marcatori | 90’ Rodriguez |

| Arbitro: | Huwiler |

|                             |           |  |
| Sadiku 14’, 49’, 83’ (rig.) | Marcatori |  |

| Arbitro: | San |

|  |           |            |
|  | Marcatori | 79’ Gaspar |

| Arbitro: | Wermelinger |

|                      |           |              |
| Rodriguez 20’ (rig.) | Marcatori | 88’ Cecchini |

| Arbitro: | Kever |

|                                                    |           |  |
| Widmer 12’ Schultz 32’, 57’ Ioniță 37’ Staubli 89’ | Marcatori |  |

| Arbitro: | Carrell |

|          |           |                                                |
| Ochs 75’ | Marcatori | 12’ (rig.) Yakın 42’ Marchesano 78’ Ciarrocchi |

| Arbitro: | Schnyder |

|               |           |               |
| Šabanović 69’ | Marcatori | 36’ Rodriguez |

### Coppa Svizzera
| 17 settembre 2011, ore 19:00 CEST Primo turno | Malley | 6 – 4 | Delémont |  |

## Statistiche

### Statistiche di squadra
| Competizione     | Punti | In casa | In casa | In casa | In casa | In casa | In casa | In trasferta | In trasferta | In trasferta | In trasferta | In trasferta | In trasferta | Totale | Totale | Totale | Totale | Totale | Totale | DR  |
| Competizione     | Punti | G       | V       | N       | P       | Gf      | Gs      | G            | V            | N            | P            | Gf           | Gs           | G      | V      | N      | P      | Gf     | Gs     | DR  |
| ---------------- | ----- | ------- | ------- | ------- | ------- | ------- | ------- | ------------ | ------------ | ------------ | ------------ | ------------ | ------------ | ------ | ------ | ------ | ------ | ------ | ------ | --- |
| Challenge League | 20    | 15      | 3       | 5       | 7       | 17      | 18      | 15           | 1            | 3            | 11           | 7            | 42           | 30     | 4      | 8      | 18     | 24     | 60     | -36 |
| Coppa Svizzera   | -     | 0       | 0       | 0       | 0       | 0       | 0       | 1            | 0            | 0            | 1            | 4            | 6            | 1      | 0      | 0      | 1      | 4      | 6      | -2  |
| Totale           | 20    | 15      | 3       | 5       | 7       | 17      | 18      | 16           | 1            | 3            | 12           | 11           | 48           | 31     | 4      | 8      | 19     | 28     | 66     | -38 |

### Andamento in campionato
| Giornata  | 1 | 2 | 3  | 4  | 5  | 6  | 7  | 8  | 9  | 10 | 11 | 12 | 13 | 14 | 15 | 16 | 17 | 18 | 19 | 20 | 21 | 22 | 23 | 24 | 25 | 26 | 27 | 28 | 29 | 30 |
| --------- | - | - | -- | -- | -- | -- | -- | -- | -- | -- | -- | -- | -- | -- | -- | -- | -- | -- | -- | -- | -- | -- | -- | -- | -- | -- | -- | -- | -- | -- |
| Luogo     | T | C | T  | C  | T  | C  | T  | C  | T  | C  | T  | C  | T  | C  | T  | T  | C  | C  | T  | C  | T  | C  | C  | T  | T  | C  | C  | T  | C  | T  |
| Risultato | V | P | P  | V  | P  | N  | P  | N  | N  | P  | P  | V  | N  | V  | P  | P  | P  | P  | P  | N  | P  | P  | N  | P  | P  | P  | N  | P  | P  | N  |
| Posizione | 5 | 8 | 11 | 10 | 11 | 11 | 13 | 11 | 12 | 12 | 15 | 15 | 14 | 13 | 14 | 14 | 14 | 14 | 14 | 14 | 14 | 14 | 14 | 14 | 14 | 14 | 14 | 14 | 14 | 14 |

Legenda:

Luogo: C = Casa; T = Trasferta. Risultato: V = Vittoria; N = Pareggio; P = Sconfitta.

### Statistiche dei giocatori
| S. Allali     | 14 | 3 | 3  | 0 |
| M. Barbosa    | 27 | 2 | 5  | 0 |
| O. Baudry     | 15 | 1 | 1  | 0 |
| S. Bouziane   | 17 | 2 | 4  | 0 |
| J. Budimir    | 25 | 0 | 12 | 0 |
| B. Buntschu   | 12 | 0 | 3  | 0 |
| A. Chappuis   | 23 | 1 | 7  | 0 |
| D. Choulat    | 1  | 0 | 0  | 0 |
| A. Crétin     | 1  | 0 | 0  | 0 |
| T. De Coulon  | 13 | 0 | 0  | 0 |
| S. Doua       | 14 | 2 | 3  | 0 |
| K. Eigenmann  | 8  | 0 | 0  | 0 |
| L. Ferro      | 9  | 0 | 1  | 0 |
| G. Frund      | 8  | 0 | 0  | 0 |
| G. Germann    | 16 | 2 | 0  | 1 |
| J. Hamidou    | 20 | 0 | 3  | 0 |
| F. Hengel     | 19 | 0 | 3  | 0 |
| B. Hulmann    | 17 | 1 | 3  | 0 |
| C. Hulmann    | 11 | 1 | 2  | 0 |
| J. Kollar     | 11 | 0 | 3  | 0 |
| P. Ochs       | 22 | 1 | 4  | 1 |
| G. Ren        | 1  | 0 | 0  | 0 |
| M. Rodriguez  | 15 | 4 | 1  | 0 |
| A. Sirufo     | 16 | 1 | 5  | 0 |
| K. Steinmann  | 15 | 0 | 2  | 1 |
| J. Szlykowicz | 24 | 3 | 4  | 2 |
| M. Ummel      | 8  | 0 | 0  | 0 |
| T. Villemin   | 0  | 0 | 0  | 0 |
| B. Weber      | 15 | 0 | 1  | 0 |
| M. Xhaqku     | 12 | 0 | 1  | 0 |